# Giovanni Barozzino
Giovanni Barozzino (Rionero in Vulture, 11 ottobre 1964) è un operaio e politico italiano.

## Biografia
Operaio a Melfi, è divenuto noto alla stampa locale per essere stato oggetto, assieme ad altri due operai, del licenziamento da parte della Fiat, portandolo al centro di una forte polemica mediatica.
In particolare, il licenziamento lo si è avuto perché i tre sono stati accusati di aver intralciato durante uno sciopero il passaggio di un carrello e di conseguenza di aver interrotto il lavoro di tutta la linea di montaggio.

### Attività politica
A fine 2012 il leader di Sinistra Ecologia Libertà, Nichi Vendola, decide di offrire simbolicamente all'operaio un posto in lista per il Senato della Repubblica. Infatti, alle elezioni politiche del 24 e 25 febbraio 2013 viene eletto senatore della XVII Legislatura, come capolista di Sinistra Ecologia Libertà in regione Basilicata.
Nel 2017, con il resto del gruppo parlamentare di SEL, aderisce a Sinistra Italiana. Nel 2018 termina il proprio mandato parlamentare.